# Yungaburra
Yungaburra ist eine Stadt in der Mitte der Atherton Tableland in Queensland, Australien mit 1052 Einwohnern. Sie liegt etwa 13 km östlich von Atherton und eine Autostunde von Cairns am Gillies Highway. Der Ort liegt in einer Lichtung des umgebenden Regenwaldes. Die Umgebung wurde durch vulkanische Aktivität geformt. Die vulkanischen Berge, Krater, der tropische Regenwald mit seinen vielen Wasserfällen und der nahe gelegene Crater-Lakes- und Curtain-Fig-Nationalpark ziehen jedes Jahr zahlreiche Touristen an.

## Geschichte
Der Ort wurde im Jahr 1890 als Rastplatz für Reisende in Richtung Inland Outback gegründet und wurde zunächst „Allumbah Pocket“ genannt. „Allumbah“ war zunächst nur ein Hüttendorf. Im Jahr 1910 wurde ein Sägewerk gebaut. Tropenholz, vornehmlich Zeder, wurde in der Umgebung gefällt und hier weiterverarbeitet. Der Ort hat viele der alten Gebäude bis heute bewahrt. Yungaburra ist der Ort mit den meisten registrierten historischen Gebäuden in ganz Queensland.

## Geografie
Das Atherton Tableland ist eine ideale Region zur Erholung für jeden Touristen. Es gibt viele natürliche und kulturelle Attraktionen. Dazu zählen Wasserfälle, Vulkankrater, historische Minen Städte, Museen, exotische Vogel- und Tierbeobachtungen im tropischen Regenwald. Hieraus ergeben sich viele Aktivitäten, wie Kanu fahren, Baden, Segeln, Fischen und das sehr erlebnisreiche „Bush Walking“ (dt.: Wandern abseits der Wege) und das Besichtigen von National Parks.
Besonders sind die in der Nachbarschaft von Yungaburra gelegenen Vulkankrater Lake Eacham und Lake Barrine hervorzuheben. Gerade der Lake Eacham mit seinem nahe gelegenen Campingplatz, den Wanderwegen und seinem erfrischenden Wasser eignet sich für einen längeren Besuch.

## Klima
Yungaburra liegt in den Tropen und erfährt daher nur zwei Jahreszeiten. Die niedrige Luftfeuchtigkeit im Sommer wird als natürliche Klimaanlage „natural aircondition“ bezeichnet. Im Winter herrscht ein kühles aber mildes Klima.
|                       | Jan   | Feb   | Mär   | Apr   | Mai  | Jun  | Jul  | Aug  | Sep  | Okt  | Nov  | Dez   |   |         |
| Mittl. Tagesmax. (°C) | 28,2  | 27,5  | 26,4  | 24,8  | 23,0 | 21,5 | 21,1 | 22,5 | 24,8 | 27,0 | 28,4 | 28,9  | ⌀ | 25,3    |
| Mittl. Tagesmin. (°C) | 19,2  | 19,5  | 18,5  | 16,8  | 14,7 | 12,1 | 11,2 | 11,6 | 12,8 | 15,1 | 17,1 | 18,5  | ⌀ | 15,6    |
|                       |       |       |       |       |      |      |      |      |      |      |      |       |   |         |
| Niederschlag (mm)     | 254,5 | 271,7 | 256,6 | 100,9 | 57,3 | 38,0 | 27,2 | 24,3 | 18,5 | 31,3 | 75,1 | 136,9 | Σ | 1.292,3 |
|                       |       |       |       |       |      |      |      |      |      |      |      |       |   |         |
| Sonnenstunden (h/d)   | 6,1   | 5,3   | 5,7   | 6,2   | 5,7  | 6,0  | 6,2  | 7,2  | 8,2  | 8,7  | 8,2  | 7,0   | ⌀ | 6,7     |
|                       |       |       |       |       |      |      |      |      |      |      |      |       |   |         |
| Regentage (d)         | 12,2  | 13,0  | 12,7  | 11,1  | 8,5  | 6,3  | 5,0  | 4,2  | 3,4  | 3,6  | 5,6  | 8,5   | Σ | 94,1    |

| 19,2 |

| 19,5 |

| 18,5 |

| 16,8 |

| 14,7 |

| 12,1 |

| 11,2 |

| 11,6 |

| 12,8 |

| 15,1 |

| 17,1 |

| 18,5 |

| 19,2 |

| 19,5 |

| 18,5 |

| 16,8 |

| 14,7 |

| 12,1 |

| 11,2 |

| 11,6 |

| 12,8 |

| 15,1 |

| 17,1 |

| 18,5 |

## Flora und Fauna
Der Regenwald und die immer warmen Temperaturen mit viel Regen lassen die Region um Yungaburra als grüne Oase aus der sonst herrschenden australischen Dürre herausstechen. Die Flora und Fauna lässt sich als reichhaltig bezeichnen. An Tieren sind die Schnabeltiere, Baumkängurus und Wasserschildkröten zu erwähnen.

## Verkehr
Durch Yungaburra führt der Gillies Highway nach Atherton und nach Gordonvale an die Küste.

## Wirtschaft
Das Land um Yungaburra wird zum Anbau vieler Kulturpflanzen benutzt. Kartoffeln, Zuckerrohr, Mangos, Mais, Avocados, Erdnüsse. Die Atherton Tablelands sind eine der ertragreichsten Landwirtschaftsgebiete in Australien. Die Region lebt von der Landwirtschaft. Zu jeder Zeit im Jahr wird etwas geerntet und Erntehelfer gesucht. Nördlich von Yungaburra wird der Barron River zum Lake Tinaroo aufgestaut und dient zur Bewässerung der umliegenden Landwirtschaft.